# Francis Hagerup
Georg Francis Hagerup (Horten, 22 januari 1853 - Christiania, 8 februari 1921) was een Noors politicus  voor Høyre. Hagerup was hoogleraar rechten aan de universiteit van Oslo. Van 1893 tot 1895 was hij minister van justitie en vervolgens (tot 1898) eerste minister van Noorwegen. Hij was opnieuw premier van Noorwegen van 1903 tot 1905. Nadien werd hij diplomaat en was ambassadeur van Noorwegen in Kopenhagen, Den Haag en Brussel. Hagerup was sterk begaan met het internationaal recht. Hij leidde de Noorse delegatie op de 2de Vredesconferentie van Den Haag in 1907.
- Bibsys: 90064200
- Gemeinsame Normdatei: 117642843
- International Standard Name Identifier: 0000 0000 1049 9264
- KulturNav: 98e9b03c-e66c-4a28-9107-4962089d474b
- Library of Congress Control Number: n2016049010
- Nederlandse Thesaurus van Auteursnamen: 168286882
- Système universitaire de documentation: 234915935
- Virtual International Authority File: 67248233
- WorldCat: E39PBJqFTJ8gJQgQHk6G6xxVYP